# Vaccinium fuscatum
Vaccinium fuscatum är en ljungväxtart som beskrevs av William Aiton. Vaccinium fuscatum ingår i Blåbärssläktet, och familjen ljungväxter. Inga underarter finns listade i Catalogue of Life.